# 逯家湾镇
逯家湾镇，是中华人民共和国山西省大同市天镇县下辖的一个乡镇级行政单位。主要农作物有玉米、谷、黍、高粱、土豆、大豆、蔬菜，北山九个村还发展了苹果、梨、金杏等经济林种植。该镇铁矿资源较为丰富。

## 行政区划
逯家湾镇下辖以下地区：
永嘉堡村、薛家夭村、白舍科村、熏夭口村、夏家沟村、袁家粱村、上湾村、下湾村、石嘴墩村、新堡湾村、朱家沟村、砖夭村、李家寨村、宣家塔村、胡家洼村、瓦夭口村、张仲口村、李二口村、薛三墩村、石佛寺村、黄蒿坪村、田家湾村、黄土崖村、温家夭村、夏小堡村和罗家山村。

## 交通
- 京包铁路：永嘉堡站